# Orubesa luctator
Orubesa luctator är en skalbaggsart som beskrevs av Semenov och Medvedev 1929. Orubesa luctator ingår i släktet Orubesa och familjen Hybosoridae. Inga underarter finns listade i Catalogue of Life.